# Микілківська сільська рада
Микілківська сільська рада — колишній орган місцевого самоврядування у Котелевському районі Полтавської області з центром у селі Микілка.

## Населені пункти
Сільраді були підпорядковані населені пункти:
- c. Микілка
- с. Гетьманка
- с. Зайці
- с. Терни
- с. Шевченкове